# Uenobrium laosicum
Uenobrium laosicum là một loài bọ cánh cứng trong họ Cerambycidae.